# Атанасов, Николай
Николай Атанасов Атанасов (болг. Николай Атанасов Атанасов; род. 11 декабря 1974, Ботевград, Софийская область) — болгарский легкоатлет, специалист по прыжкам в длину. Выступал за сборную Болгарии по лёгкой атлетике в 1998—2012 годах, чемпион Балкан, многократный чемпион Болгарии, призёр ряда крупных международных турниров, участник трёх летних Олимпийских игр.

## Биография
Николай Атанасов родился 11 декабря 1974 года в Ботевграде, Софийская область.
Первых серьёзных успехов в лёгкой атлетике добился в сезоне 1998 года, когда впервые стал чемпионом Болгарии в прыжках в длину на открытом стадионе, в составе болгарской сборной выступил на чемпионате Балкан в Белграде.
В 1999 году прыгал в длину на чемпионате мира в Севилье, в финал не вышел.
Выполнив олимпийский квалификационный норматив, в 2000 году удостоился права защищать честь страны на летних Олимпийских играх в Сиднее — на предварительном квалификационном этапе прыгнул на 7,62 метра, чего оказалось недостаточно для выхода в финал.
В 2002 году среди прочего отметился выступлением на чемпионате Европы в помещении в Вене.
В 2003 году на международном турнире в греческом Пиргосе превзошёл всех соперников и установил свой личный рекорд на открытом стадионе — 8,31 метра. Участвовал в чемпионате мира в Париже.
На Олимпийских играх 2004 года в Афинах показал результат 7,90 метра, остановился на предварительном квалификационном этапе.
В 2006 году принял участие в чемпионате Европы в Гётеборге.
В 2007 году выиграл домашний чемпионат Балкан в Софии, выступил на чемпионате мира в Осаке.
В 2008 году представлял Болгарию на чемпионате мира в помещении в Валенсии, где стал пятым в своей дисциплине, и на Олимпийских играх в Пекине — на предварительном квалификационном этапе прыгнул на 7,54 метра, в финал не вышел.
В 2009 году занял пятое место на чемпионате Европы в помещении в Турине, установив при этом личный рекорд в манеже — 8,11 метра. Выступал на чемпионате мира в Берлине, где не сумел преодолеть квалификацию.
В 2010 году был среди участников чемпионата мира в помещении в Дохе и чемпионата Европы в Барселоне.
В 2011 году прыгал в длину на чемпионате Европы в помещении в Париже.
В 2012 году участвовал в чемпионате Европы в Хельсинки.
Завершил спортивную карьеру по окончании сезона 2013 года.